# Mark Aguirre
Pour les articles homonymes, voir Aguirre.
Mark Aguirre, né le 10 décembre 1959 à Chicago dans l'Illinois, est un joueur de basket-ball qui évolua dans le championnat NBA de 1981 à 1994. Cet ailier qui joua dans trois équipes, mesure 1,98 m et pesait quand il était sportif environ 100-110 kilos.

## Biographie
Aguirre fait ses classes à l'université DePaul en compagnie notamment de Terry Cummings. En étant titulaire les trois années passées là-bas, il y inscrit 2182 points pour une moyenne de 24,5 points marqués par match. Deux fois All-American (distinguant les meilleurs universitaires), il aurait dû faire partie de l'équipe américaine qui devait disputer les Jeux olympiques de 1980 à Moscou, mais son pays boycotte les jeux. La saison suivante l'ailier est nommé meilleur joueur universitaire du pays. Ce qui l'encourage à se présenter à la draft de la NBA avant son année senior.
L'équipe des Mavericks de Dallas, dont l'arrivée en NBA est récente, utilise son premier choix de la draft pour engager Aguirre. Aguirre est alors un joueur puissant et d'une grande intelligence de jeu. De plus, il dispose d'un bon tir extérieur. Mais malheureusement, il a aussi la réputation d'être un joueur au mental friable, voir d'être dépressif, et de ne pas toujours donner le meilleur de lui-même, ce qui est gênant pour un sportif professionnel.
Il ne peut disputer que 51 match durant sa saison rookie pour cause de blessures. Cela ne l'empêche pas d'inscrire 18,5 points par match. Sa meilleure saison au niveau personnel est l'année 1983-1984 où il inscrit 29,5 points de moyenne par match, et finit deuxième meilleur marqueur de la NBA. Il est auréolé d'une sélection au All-Star Game et atteint les playoffs avec son équipe des Mavericks de Dallas. Il atteint les playoffs chaque saison jusqu'en 1992. Trois fois All-Star en 1984, 1987 et 1988, Aguirre est considéré comme une star dans son équipe. Le 28 juin 1985, contre Philadelphie, il inscrit 48 points.
Aguirre est bien entouré par des joueurs de talent comme Sam Perkins, Derek Harper, Rolando Blackman (son numéro est retiré), Detlef Schrempf ou encore Roy Tarpley.
À l'issue de la saison 1987-1988, Aguirre, après un excellent exercice durant lequel il inscrit en moyenne 25 points par match, est tout près d'accéder aux finales NBA mais son équipe perd l'ultime manche des finales de conférence contre les Lakers de Los Angeles de Magic Johnson.
Durant la saison 1988-1989, la direction des Mavericks décide de se séparer d'Aguirre, et monte un échange entre Aguirre et Adrian Dantley. Mark Aguirre se retrouve donc chez les Pistons de Détroit, en partie grâce à Isiah Thomas, son ami d'enfance devenu star des Pistons. Aguirre y joue le rôle de sixième homme précieux, et bien que sortant du banc, il apporte beaucoup offensivement aux « Bad Boys » avec ses 13 points de moyenne durant les playoffs, et 16 points par match en saison régulière.

Bien que n'étant plus la star de son équipe, il connaît la consécration suprême, le titre NBA deux années de suite en 1989 et 1990.
Aguirre finit sa carrière chez les Clippers de Los Angeles en 1993-1994, bien qu'y inscrivant 10,6 points par match, il ne dispute que 39 rencontres avant d'être coupé par le club californien.

## Clubs successifs
- 1981-1989 : Mavericks de Dallas.
- 1989-1993 : Pistons de Détroit.
- 1993-1994 : Clippers de Los Angeles.

## Palmarès
Universitaire
- Naismith College Player of the Year (meilleur joueur de la saison) en 1980.
- USBWA men's player of the year award en 1980.
- Trophée Adolph Rupp en 1980.

En franchise
- 2 titres de Champion NBA en 1989 et en 1990 avec les Pistons de Détroit.
- Champion de Conférence Est en 1988, 1989 et 1990 avec les Pistons de Detroit.
- Champion de la Division Centrale en 1988, 1989 et 1990 avec les Pistons de Detroit.

Disitnctions personnelles
- 3 sélections au NBA All-Star Game en 1984, 1987 et en 1988.

## Statistiques
gras = ses meilleures performances

### Universitaires
Statistiques en université de Mark Aguirre
| Saison    | Équipe   | Matchs | Min./m | % Tir | % LF | Rbds/m. | Pass/m. | Int/m. | Ctr/m. | Pts/m. |
| --------- | -------- | ------ | ------ | ----- | ---- | ------- | ------- | ------ | ------ | ------ |
| 1978-1979 | DePaul   | 32     | 37,7   | 52,0  | 76,5 | 7,6     | 2,7     | 1,3    | 0,3    | 24,0   |
| 1979-1980 | DePaul   | 28     | 37,5   | 54,0  | 76,6 | 7,6     | 2,8     | 1,7    | 0,4    | 26,8   |
| 1980-1981 | DePaul   | 29     | 36,9   | 58,2  | 77,4 | 8,6     | 4,5     | 1,6    | 0,9    | 23,0   |
| Carrière  | Carrière | 89     | 37,3   | 54,6  | 76,8 | 7,9     | 3,3     | 1,5    | 0,5    | 24,5   |

### Professionnelles

#### Saison régulière
Légende :
| Champion NBA |

gras = ses meilleures performances
Statistiques en saison régulière de Mark Aguirre
| Saison        | Équipe        | Matchs | Titul. | Min./m | % Tir | % 3pts | % LF | Rbds/m. | Pass/m. | Int/m. | Ctr/m. | Pts/m. |
| ------------- | ------------- | ------ | ------ | ------ | ----- | ------ | ---- | ------- | ------- | ------ | ------ | ------ |
| 1981-1982     | Dallas        | 51     | 20     | 28,8   | 46,5  | 35,2   | 68,0 | 4,9     | 3,2     | 0,7    | 0,4    | 18,7   |
| 1982-1983     | Dallas        | 81     | 75     | 34,4   | 48,3  | 21,1   | 72,8 | 6,3     | 4,1     | 1,0    | 0,3    | 24,4   |
| 1983-1984     | Dallas        | 79     | 79     | 36,7   | 52,4  | 26,8   | 74,9 | 5,9     | 4,5     | 1,0    | 0,3    | 29,5   |
| 1984-1985     | Dallas        | 80     | 79     | 33,7   | 50,6  | 31,8   | 75,9 | 6,0     | 3,1     | 0,8    | 0,3    | 25,7   |
| 1985-1986     | Dallas        | 74     | 73     | 33,8   | 50,3  | 28,6   | 70,5 | 6,0     | 4,6     | 0,8    | 0,2    | 22,6   |
| 1986-1987     | Dallas        | 80     | 80     | 33,3   | 49,5  | 35,3   | 77,0 | 5,3     | 3,2     | 1,1    | 0,4    | 25,7   |
| 1987-1988     | Dallas        | 77     | 77     | 33,9   | 47,5  | 30,2   | 77,0 | 5,6     | 3,6     | 0,9    | 0,7    | 25,1   |
| 1988-1989     | Dallas        | 44     | 44     | 34,8   | 45,0  | 29,3   | 73,0 | 5,3     | 4,3     | 0,7    | 0,7    | 21,7   |
| 1988-1989     | Détroit       | 36     | 32     | 29,7   | 48,3  | 29,3   | 73,8 | 4,2     | 2,5     | 0,4    | 0,2    | 15,5   |
| 1989-1990     | Détroit       | 78     | 40     | 25,7   | 48,8  | 33,3   | 75,6 | 3,9     | 1,9     | 0,4    | 0,2    | 14,1   |
| 1990-1991     | Détroit       | 78     | 13     | 25,7   | 46,2  | 30,8   | 75,7 | 4,8     | 1,8     | 0,6    | 0,3    | 14,2   |
| 1991-1992     | Détroit       | 75     | 12     | 21,1   | 43,1  | 21,1   | 68,7 | 3,1     | 1,7     | 0,7    | 0,1    | 11,3   |
| 1992-1993     | Détroit       | 51     | 15     | 20,7   | 44,3  | 36,1   | 76,7 | 3,0     | 2,1     | 0,3    | 0,1    | 9,9    |
| 1993-1994     | L.A. Clippers | 39     | 0      | 22,0   | 46,8  | 39,8   | 69,4 | 3,0     | 2,7     | 0,5    | 0,2    | 10,6   |
| Carrière      | Carrière      | 923    | 639    | 30,0   | 48,4  | 31,2   | 74,1 | 5,0     | 3,1     | 0,7    | 0,3    | 20,0   |
| All-Star Game | All-Star Game | 3      | 0      | 14,0   | 54,2  | 40,0   | 80,0 | 1,3     | 1,3     | 0,7    | 0,3    | 12,0   |

#### Playoffs
Légende :
| Champion NBA | Meilleur joueur de cette catégorie statistique de la saison |

Statistiques en playoffs de Mark Aguirre
| Saison   | Équipe   | Matchs | Titul. | Min./m | % Tir | % 3pts | % LF | Rbds/m. | Pass/m. | Int/m. | Ctr/m. | Pts/m. |
| -------- | -------- | ------ | ------ | ------ | ----- | ------ | ---- | ------- | ------- | ------ | ------ | ------ |
| 1984     | Dallas   | 10     | 9      | 35,0   | 47,8  | 0,0    | 77,2 | 7,6     | 3,2     | 0,5    | 0,5    | 22,0   |
| 1985     | Dallas   | 4      | 4      | 41,0   | 49,4  | 50,0   | 84,4 | 7,5     | 4,0     | 0,8    | 0,0    | 29,0   |
| 1986     | Dallas   | 10     | 10     | 34,5   | 49,1  | 33,3   | 63,6 | 7,1     | 5,4     | 0,9    | 0,0    | 24,7   |
| 1987     | Dallas   | 4      | 4      | 32,5   | 50,0  | 0,0    | 76,7 | 6,0     | 2,0     | 2,0    | 0,0    | 21,3   |
| 1988     | Dallas   | 17     | 17     | 32,8   | 50,0  | 38,2   | 69,8 | 5,9     | 3,3     | 0,8    | 0,5    | 21,6   |
| 1989     | Détroit  | 17     | 17     | 27,2   | 48,9  | 27,6   | 73,7 | 4,4     | 1,6     | 0,5    | 0,2    | 12,6   |
| 1990     | Détroit  | 20     | 3      | 22,0   | 46,7  | 33,3   | 75,0 | 4,6     | 1,4     | 0,5    | 0,2    | 11,0   |
| 1991     | Détroit  | 15     | 2      | 26,5   | 50,6  | 36,4   | 82,4 | 4,1     | 1,9     | 0,8    | 0,1    | 15,6   |
| 1992     | Détroit  | 5      | 0      | 22,6   | 33,3  | 20,0   | 75,0 | 1,8     | 2,4     | 0,4    | 0,2    | 9,0    |
| Carrière | Carrière | 102    | 66     | 29,0   | 48,5  | 31,7   | 74,3 | 5,3     | 2,6     | 0,7    | 0,2    | 17,1   |

## Pour approfondir
- Liste des meilleurs marqueurs en NBA en carrière.